# Dormir avec ceux qu'on aime
Dormir avec ceux qu'on aime est un roman de Gilles Leroy paru le 5 janvier 2012 aux éditions du Mercure de France (filiale des éditions Gallimard).

## Résumé
Un écrivain en voyage, qui est aussi le narrateur de cette histoire, de passage à Bucarest, s'éprend immédiatement de Marian. Mais ils portent en eux des choses fort différentes, un lourd passé qui, pour Marian, après des années de pesante dictature, relèvent de l'espoir et des "lendemains qui chantent", un désenchantement pour le narrateur qui ne croit plus guère à l'avenir, qui est plutôt sceptique face à la condition humaine.
Leur problème est justement de savoir comment ils pourraient s'y prendre pour se rejoindre.

## Présentation et extrait
« Tomber amoureux, ce jour-là, foudroyé au contact d’une main, me rendit mes seize ans, exactement mes seize ans à Léningrad. Quiconque aura aimé sait ces choses-là entre mille : étreindre une main, c’est tout donner, d’un coup, sans prudence, sans contrat, sans rien. Tenir la main, tous les enfants le savent, n’est pas seulement s’accrocher au passage : tenir ta main, c’est tenir à toi, tenir de toi. Et plus je serre, plus j’entrecroise nos doigts, les entrelace, plus je te dis mon incommensurable besoin, un besoin tel que ta paume me renseigne sur toi. Sur ta paume, j’ai pu lire que tu étais quelqu’un de bien. »
- Le Magazine Littéraire (Maialen Berasategui) : « Gilles Leroy est passé maître dans l'art difficile de la description sensuelle des amours masculines. Ses passions sont odeurs, touchers et murmures. »
- Le Monde (Josyane Savigneau) : « Qu'est ce qu'avoir un coup de foudre à 48 ans ? Qu'est-ce qu'aimer cet homme si jeune ? Ce ne sont pas les seules questions que pose ce beau récit, qu'on peut aussi lire comme une interrogation sociale et politique. »
- Figaro Magazine (Isabelle Courty) : « Gilles Leroy renoue avec sa veine autobiographique en signant un magnifique chant d'amour. Exempte de tout sentimentalisme, son écriture cristalline dit avec une justesse vertigineuse la beauté des corps, la violence du manque, la jalousie absurde, l'impatience, l'apaisement éphémère. Tout ici n'est que sensualité. »

## Informations complémentaires
Éditions
- Dormir avec ceux qu'on aime, Mercure de France, 2012  (ISBN 978-2-7152-3213-6)
- Alabama Song, Mercure de France, 2007  (ISBN 978-2-7152-2645-6)

Lien externe
- Présentation vidéo par Gilles Leroy